# Meheturet
| mH · t | N35A | wr&r&t | E1 |

| mH · t | N35A | wr&r&t | E1 |

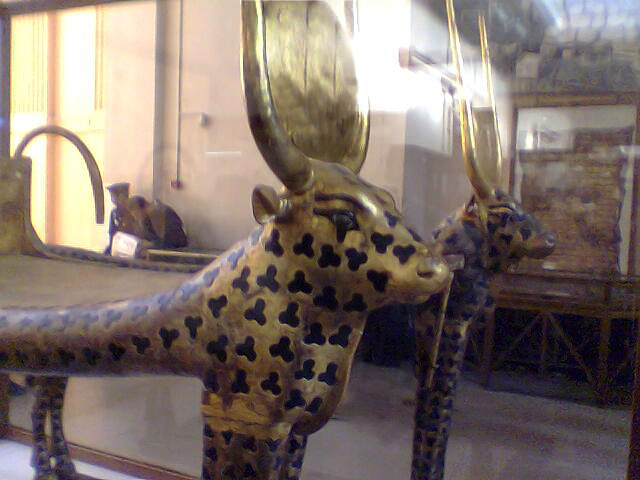
Meheturet representado en el lecho funerario de la tumba de Tutankamón.

Meheturet, Mehetueret, Mehurt, Mehetweret o Mehurit (también Methyer, según el historiador Plutarco), en la mitología egipcia, es una deidad primordial descrita como la diosa madre celeste del nacimiento, muerte y fertilidad, que personifica las aguas primordiales. Divinidad presente desde el período predinástico, aparece en los Textos de las Pirámides durante el Imperio Antiguo. 
Su nombre significa, literalmente, la de "La Gran Inundación" o "La Gran Nadadora", aunque también es conocida como "La Señora Celestial" o "La Gran Vaca del Agua". Por ser diosa celeste, es también de la fertilidad, pues en Egipto, es el cielo el que proporciona el agua que alimentará al Nilo y fecundará la tierra. Por ello, se asociará con el río tanto en su faceta de inundación anual de la tierra como con el de Nilo celeste, que los egipcios podían observar en la Vía Láctea, o en el río del inframundo por donde navegan el sol y el faraón.
En los mitos de la creación del Antiguo Egipto da a luz al sol al principio de los tiempos, y en el Libro de los Muertos, hace que nazca el dios Ra cada día y ayuda a los muertos a renacer, guiándoles por el río. 
Tuvo un centro de culto en Talmis (Alto Egipto).

## Iconografía
Meheturet es representada como una vaca con un disco solar entre los cuernos. La vaca como símbolo de donde obtener alimentos, idealmente para los niños. El disco solar por su relación con Ra y como fuente complementaria con el agua para que puedan darse las cosechas. Puede aparecer con vientre estrellado o con dos plumas de avestruz sobre su cabeza, asomándose entre papiros o recostada sobre una estera de juncos. 
También se la representa, aunque más raramente, como mujer con cabeza de vaca con un disco solar entre los cuernos. Puede llevar un uraeus en la frente y un collar menat.

## Asociaciones
Se la asocia o asimila, principalmente, con las diosas Neith, Isis y Hathor. Principalmente, con la última, repitiendo muchas de sus características. Como todas ellas, se podría llamar también "Ojo de Ra". Plutarco, en su obra De Iside et Osiride (capítulo 56), la identificó con la diosa Isis.
Se confunde, a veces, con la diosa vaca Bat.